# Estació de Cercedilla Pueblo
Cercedilla Pueblo és un baixador que pertanyí a la línia C-9 de Rodalies Madrid ubicat al costat de l'avinguda de Ramón y Cajal de Cercedilla, a prop del centre urbà. Hi efectuaven parada els trens de la línia amb sol·licitud.
La seua tarifa corresponia a la zona C-2 segons el Consorci Regional de Transports.
Fins l'estiu del 2011, en que foren tancats tots el baixadors intermigs entre Cercedilla y el Puerto de Navacerrada y entre este i Los Cotos, esta estació tingué caràcter facultatiu: el tren s'hi detenia exclusivament a petició de l'interessat.

## L'estació
N'està elevat del centre de Cercedilla. Només té un panell informatiu (sense res i amb el plànol rasgat), y dos cartells d'estació. U pertany a l'empresa que gestionava l'estació el 1923 i un altre a Rodalies Renfe.

## Línies
| procedència/destí | < estació  | Línia | estació > | destí/procedència |
| ----------------- | ---------- | ----- | --------- | ----------------- |
| Cercedilla        | Cercedilla | C-9   | Las Heras | Cotos             |